# Pizzo (máfia)

Áreas mais afetadas pela extorsão do pizzo por província na Itália.

O pizzo é um dinheiro de proteção pago para Máfia , muitas vezes na forma de uma transferência de dinheiro forçada, resultando na extorsão. O termo é derivado do siciliano pizzu ('bico'), pois deixar alguém molhar o bico ( na língua siciliana "fari vagnari u pizzu") é pagar a proteção em dinheiro. A prática é muito difundida no Sul da Itália, não só para a Cosa Nostra siciliana, mas também para a 'Ndrangheta na Calábria e a Camorra na Campânia.
Outra explicação etimológica do termo vem da palavra italiana para "arrogante", referindo-se ao direito de um administrador de colher a partir do grão descascado por camponeses. Pagar o pizzo também pode ser  por exemplo, forçar uma empresa a colocar alguém (muitas vezes, um membro de uma organização criminosa) na folha de pagamento, prestação obrigatória de serviços pelas empresas controladas, bem como a subcontratação de empresas controladas pela máfia.
As empresas que se recusam a pagar o pizzo podem ser queimadas. Em troca, as empresas recebem de "proteção" e pode obter vantagens como cortar a burocracia ou resolver disputas com outros comerciantes. A recolha do pizzo mantém a Máfia em contato com a comunidade e permite "controlar o seu território".
A Máfia extrai mais de 160 milhões de euros por ano a partir de lojas e empresas na região de Palermo, com a ilha como um todo, pagando 10 vezes esse valor, segundo o que os pesquisadores estimam. Cerca de 80 por cento das empresas da Sicília pagam alguma forma de pizzo. De acordo com a Universidade de Palermo, o pizzo vale em média 457 euros (640 dólares americanos) por mês para comerciantes de varejo e 578 para hotéis e restaurantes, mas as empresas de construção são solicitadas para pagar mais de 2.000 euros por mês, de acordo com as estimativas do jornal econômico Il Sole 24 Ore.
Um dos primeiros a se recusar a pagar o pizzo para "proteção" foi Libero Grassi, um comerciante de Palermo. Em janeiro de 1991, ele escreveu uma carta aberta para o Giornale di Sicilia, o jornal local. Publicado na primeira página, era dirigido a um anônimo "Querido Chantagista". Isso causou um alvoroço e mais tarde no mesmo ano, Grassi foi morto.
Em 2004, Addiopizzo uma grassroots frustrada com o estrangulamento na economia local e na vida política pela máfia, encheu Palermo com adesivos, afirmando que: "uma população inteira que paga pizzo é uma multidão sem dignidade." Eles organizam manifestações vestindo camisas pretas com o logotipo da Addiopizzo, um círculo partido com um X no meio e as palavras "consumo critico".